# Revelation (álbum de 98 Degrees)
| Críticas profissionais | Críticas profissionais |
| Avaliações da crítica  | Avaliações da crítica  |
| Fonte                  | Avaliação              |
| ---------------------- | ---------------------- |
| Rolling Stone          | [ 3 ]                  |
| Allmusic               | [ 4 ]                  |
| Entertainment Weekly   | (C)                    |

Revelation é o terceiro álbum de estúdio do grupo estadunidense 98 Degrees. Lançado em 26 de setembro de 2000, o álbum conta com o hit "Give Me Just One Night (Una Noche)", como o primeiro single do álbum e o que obteve mais sucesso para o grupo. O álbum recebeu disco de platina no Canadá e platina duplo nos EUA. E estreou em 2° lugar no Billboard 200. Este foi o melhor álbum deles na primeira semana de lançamento a alcançar uma posição tão alta no Billboard 200.

## Lista das faixas
| Edição standard |                                             |                                                                     |         |  |
| N.º             | Título                                      | Compositor(es)                                                      | Duração |  |
| 1.              | "Give Me Just One Night (Una Noche)"        | Anders "Bag" Bagge, Arnthor Birgisson & C Ogalde                    | 3:24    |  |
| 2.              | "The Way You Want Me To"                    | Nick Lachey, Andrew Lachey, Anders "Bag" Bagge & Arnthor Birgisson  | 3:29    |  |
| 3.              | "Stay the Night"                            | Anders "Bag" Bagge, A Birgisson & R Vertelney                       | 3:52    |  |
| 4.              | "Yesterday's Letter"                        | Andrew Lachey, Jeff Timmons, Anders "Bag" Bagge & Arnthor Birgisson | 4:21    |  |
| 5.              | "He'll Never Be (What I Used to Be to You)" | Jeff Timmons, C Sturken & E Rogers                                  | 4:13    |  |
| 6.              | "I'll Give It All" (Interlude)              | Devon Biere                                                         | 0:39    |  |
| 7.              | "My Everything"                             | Nick Lachey, Anders "Bag" Bagge, Arnthor Birgisson & Justin Jeffre  | 3:51    |  |
| 8.              | "You Should Be Mine"                        | Nick Lachey, P Cruz & Ron Lawrence                                  | 3:21    |  |
| 9.              | "You Don't Know"                            | Nick Lachey, L Biancaniello & S Watters                             | 4:13    |  |
| 10.             | "Dizzy"                                     | Nick Lachey, Andrew Lachey & R Lawrence                             | 3:16    |  |
| 11.             | "The Way You Do"                            | Andrew Lachey, J.D. Kimball, Jones & T. L                           | 4:05    |  |
| 12.             | "Always You And I"                          | Nick Lachey & R Lawrence                                            | 3:52    |  |
| 13.             | "Never Giving Up"                           | Anders "Bag" Bagge, Arnthor Birgisson, Justin Jeffre & Jeff Timmons | 3:29    |  |
| Duração total:  | Duração total:                              | Duração total:                                                      | 46:17   |  |

| Faixas bônus japonesa |                               |                                               |         |  |
| N.º                   | Título                        | Compositor(es)                                | Duração |  |
| 14.                   | "Never Let Go"                | Justin Jeffre                                 | 4:00    |  |
| 15.                   | "Can You Imagine"             | Nick Lachey, Gary Baker & Steven Diamond      | 4:42    |  |
| 16.                   | "The Only Thing That Matters" | Nick Lachey & Richard Marx                    | 3:28    |  |
| 17.                   | "Chance to Love You More"     | Nick Lachey, Arnthor Birgisson & Anders Bagge | 4:48    |  |

## Desempenho nas paradas
| Ano  | Paradas         | Melhor posição |
| ---- | --------------- | -------------- |
| 2000 | Billboard 200   | 2              |
| 2000 | Canadian Albuns | 2              |